# Jordanoleiopus maynei
Jordanoleiopus maynei là một loài bọ cánh cứng trong họ Cerambycidae.